# Moonfog Productions
La Moonfog Productions è un'etichetta indipendente norvegese fondata nel 1993 da Sigurd Wongraven, frontman del gruppo black metal Satyricon. È una sottoetichetta della Tatra Records, che pubblica principalmente artisti synth pop.
Pur essendo specializzata in generi come black e folk metal, la Moonfog ha pubblicato anche gruppi ambient e il progetto solista dello stesso Satyr, chiamato Wongraven. L'etichetta ha pubblicato anche tre compilation, intitolate rispettivamente Crusade from the North, Moonfog 2000 - A Different Perspective e il tributo ai Darkthrone Darkthrone Holy Darkthrone.
Tra i complessi più importanti che hanno inciso per l'etichetta ci sono gli stessi Darkthrone, Gehenna, Satyricon, Thorns e il side project di Fenriz e Satyr Storm.

## Artisti
- Darkthrone
- DHG
- Disiplin
- Eibon
- Gehenna
- Isengard
- Khold
- Neptune Towers
- Satyricon
- Storm
- Thorns
- Wongraven